# ライブ・アルバム
ライブ・アルバム（ライヴ・アルバム、英語: Live album）は、生演奏を録音したアルバムのこと。特に観衆を前に演奏された音源を指す。 ただし録音後に間違えた部分を修正することは多い。また、スタジオ録音に拍手や歓声などの音を加え、ライブ風に加工したものは「擬似ライブ」と呼ばれる。

## 概要
全演奏家がスタジオで一斉に演奏したものを録音する形態（俗にいう「一発録り」）は 、マルチ・トラック・レコーダーが登場する以前の一般的な録音形態だが、 近年はスタジオ・ライブと呼ぶことがある。また、放送局のスタジオで少人数の観客を前にしたライブもスタジオ・ライブと呼ぶ。一例としてさだまさしの「建具屋カトーの決心－儂がジジイになった頃－」は「夜のヒットスタジオDX」での放送を収録している。エンディングにスタジオにいた人達の拍手も収録されており、ライブ音源といえる作りになっている。有名な物にMTVアンプラグド・シリーズなどがある。
ライブでより力を発揮するミュージシャンは、ライブ・アルバムが業績の上でも転機になることが多い。良い例がアメリカのハードロックバンド、チープ・トリックである。チープ・トリックは本国アメリカでは認められておらず、日本で最初に人気が出た、いわゆるビッグ・イン・ジャパンの状態であったが、日本武道館でのライブ音源を収録した『チープ・トリックat武道館』がヒットアルバムとなり、後に世界でも有名なロックバンドとなった。全く逆に、スタジオ録音に比べて録音時間を省けるため安易にライブ・アルバムが発表されるケースもある。
ビデオの普及に伴い音源のみのライブ・アルバムは発表数が漸減していたが、DVDの省スペース化や低価格化によりCD+DVDでの発売も増えている。
ライブ・アルバムは近年、限定盤として出されることも少なくなく、そのためにプレミアがついて入手困難になるものもある。また、海賊盤もしくはブートレッグと呼ばれる違法録音盤のほとんどがライブ・アルバムである。
年後、ライブ音源が発売される例もある。大瀧詠一は生前、特に1976年に日本コロムビアに移籍してからは16チャンネルテープレコーダーを貰う条件として3年で12枚を製作するためにスタジオに缶詰めだったことから多数ライブが出来なかった。80年代に入っても数えるしかライブをしなかったこともあったが、ライブ音源をあまり出さなかった。死後、作曲を手掛けた松田聖子の「風立ちぬ」をヘッドホンライブ（観客に貸与したFMウォークマンで2チャンネルステレオ音源にミックスして見ているライブの音を聞ける様にしたライブ）で「今日歌ったら、もう二度と歌わない」と前置きしてセルフカバーした音源がCD化したり、1983年の西武球場でのライブが『NIAGARA CONCERT '83』として当日大瀧の指示で録音したライブのマルチテープをミックスダウンしてCD化する等ライブ音源が出される。
落語等の話芸のCDは、現在全てといっていいほどホールや演芸場で生録音されたものが収録されている。爆発的に売れたのが、綾小路きみまろの漫談のCDである。横山やすし・西川きよしの漫才のレコードやCDも有名である。珍しい例としてはグレートチキンパワーズのシングル『MIX JUICE』である。「MIX JUICE」はスタジオ録音の歌であるが、そのカップリングに「ショートコント（中学校によくいるあんな先生、こんな先生～トムソーヤ）」というお笑いライブからのコントを収録した。コントはDVD（『MIX JUICE』発売当時はVHS）でお笑いライブを撮影した映像作品で発売されるのが主流の時代には珍しい作品である。また、落語は現在過去にかかわらずラジオの演芸番組の公開録音された高座の音源もその後にCD化される。SPレコード時代はテープレコーダーがなく生の高座を録音できないため、観客を入れていないスタジオ録音が主流だった。テープレコーダーが普及して生録音が可能になったLPレコード時代でもスタジオ録音の落語レコードがある。CD時代では立川談志がネタを百席語り遺すというコンセプトで作られた『談志百席』シリーズがある。一枚二席収録しているが二席ともスタジオ録音。

## 備考
可搬容易なテープレコーダーが第二次世界大戦後に普及したことが、演奏会場でのライブ録音を容易化した。レコード盤への直接記録可能な固定設備のあるライブ会場はほとんど存在せず、ポータブルな録音設備を随時会場に設置して録音することが容易になったのは画期的で、1948年のLPレコード実用化と並んで、ライブ・アルバムの市販化に寄与した。それ以前には、会場に設置されたマイクから電話回線（もしくは専用の通信線）を通じて放送局等に音声を送信し、これを放送局のアンプ設備で調整して、そのままラジオ放送するか、場合によっては同時に特大サイズの長時間録音用レコード盤に記録するという手法が一部で行われていたが、長時間録音については当時は手間が掛かるため、希な事例であった。この手法で長時間ライブ演奏が記録され、後年市販された事例としては、1938年にベニー・グッドマンらがカーネギー・ホールで行った大規模コンサートが挙げられる。このコンサートは1950年代に至ってからLPレコードによって市販された。
シングルでもライブ音源が発表されることがある。大体はシングルのB面（カップリング）曲として収録が多い。しかし、さだまさしの「雨やどり」と「親父の一番長い日」、あのねのねの「赤とんぼの唄」、山崎まさよしの「心拍数」、なぎら健壱の「悲惨な戦い」と「葛飾にバッタを見た」と「流れ者に捧げる詩」、嘉門達夫の「ヤンキーの兄ちゃんのうた」、SEX MACHINEGUNSの「みかんのうた」、古井戸の「さなえちゃん」等は、ライブ音源がA面曲として発表されている。甲斐バンドの「吟遊詩人の唄」・「東京の一夜」、所ジョージの「ギャンブル狂騒曲」、山下達郎の「おやすみロージー-Angel Babyへのオマージュ-」、泉谷しげるの「春夏秋冬」、友部正人の「春だったね」のように両面ともライブ音源の場合もある。また、泉谷しげるの「春夏秋冬 」は、同名のセカンドアルバムの表題曲として発表されていたがアルバム収録のスタジオレコーディング版ではなく、オムニバスライブアルバム「野音唄の市」からのシングルカットとなったり、長渕剛のシングル「金色のライオン」のカップリング曲として収録された「Myself（'04ライブ・バージョン）」は、ライブアルバム「長渕剛 ALL NIGHT LIVE IN 桜島 04.8.21」からのシングルカットとライブアルバムからシングルカットされる例も少なくない。
さらに海援隊の「母に捧げるバラード」と尾崎豊の「15の夜」は、スタジオレコーディング版とライブ音源の両方がシングルになっているというように、スタジオレコーディングのオリジナルシングル発売から数年後にライブレコーディングのシングルも発売するという例は少なくない。ウリナリオールスターズの「Happy Xmas-War is over-」等ライブ音源が、シングルでしか発表されていない楽曲もある。
レコード時代、A面曲がライブ音源であるシングル盤のジャケットには一部書かれていないライブシングル盤もあったが、ほぼ「実況録音盤」と書かれていた。